# Sergilla

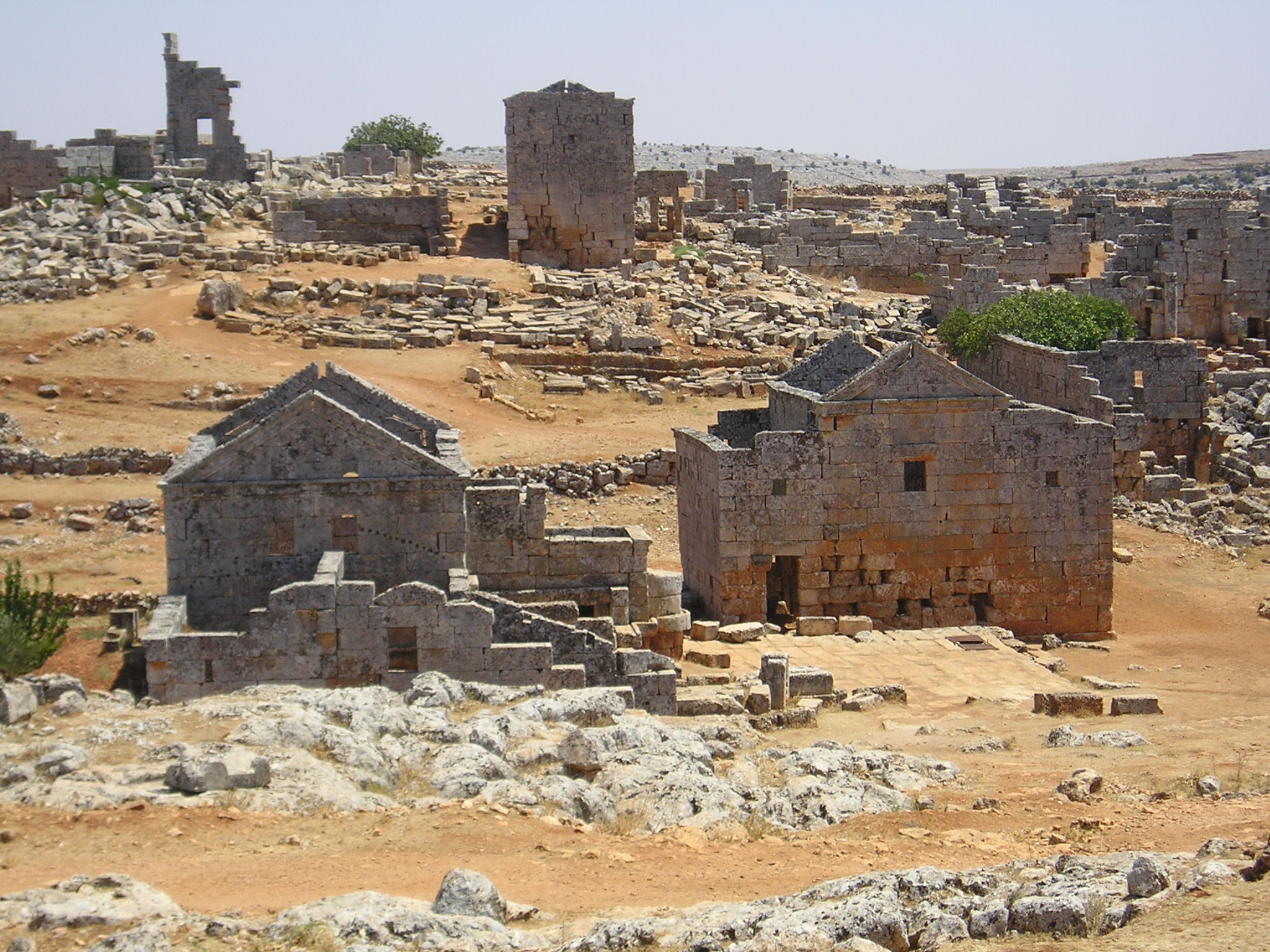
Vue générale de Sergilla : au premier plan à gauche se trouvent les bains publics, à droite se trouve l'auberge

Sergilla / Serjilla (plus rarement appelé Serdjilla ou Sirdjilla ; en arabe : سرجيلا), est un ancien site romain et byzantin situé dans le massif calcaire du Nord de la Syrie. Les bâtiments résidentiels majestueux des Ve et VIe siècles, très bien conservés, font de Serjilla l'un des plus célèbres des villages antiques de la Syrie du Nord.
Sergilla est située dans le gouvernorat d'Idleb, à une altitude d'environ 700 mètres, dans la région montagneuse aride et peu peuplée du Jebel Zawiye (aussi appelée Jebel Riha). L'endroit se trouve à environ 35 kilomètres au sud d'Idleb et est accessible via Ariha. La grande ville byzantine d'Al-Bara se trouve à quatre kilomètres au nord-ouest.
Les bâtiments ont été examinés par le comte Melchior de Vogüé dans les années 1860 et leur état de conservation n'a pratiquement pas changé depuis. Howard Crosby Butler séjourna pour la première fois brièvement à Sergilla dans le cadre de l'expédition américaine de 1899/1900 et entrepris des travaux plus détaillés lors de sa visite suivante, en 1904/1905. Le site a été fouillé entre 1989 et 2004 par la Mission archéologique syro-française de la Syrie du Nord sous la direction de Georges Tate. Toutes les composantes de l'agglomération ont pu être étudiées : maisons, installations artisanales (pressoirs), tombeaux, ensemble ecclésial, auberge et bains qui témoignent, sur plus de quatre siècles, de la vie quotidienne et de l’évolution d'une communauté rurale.

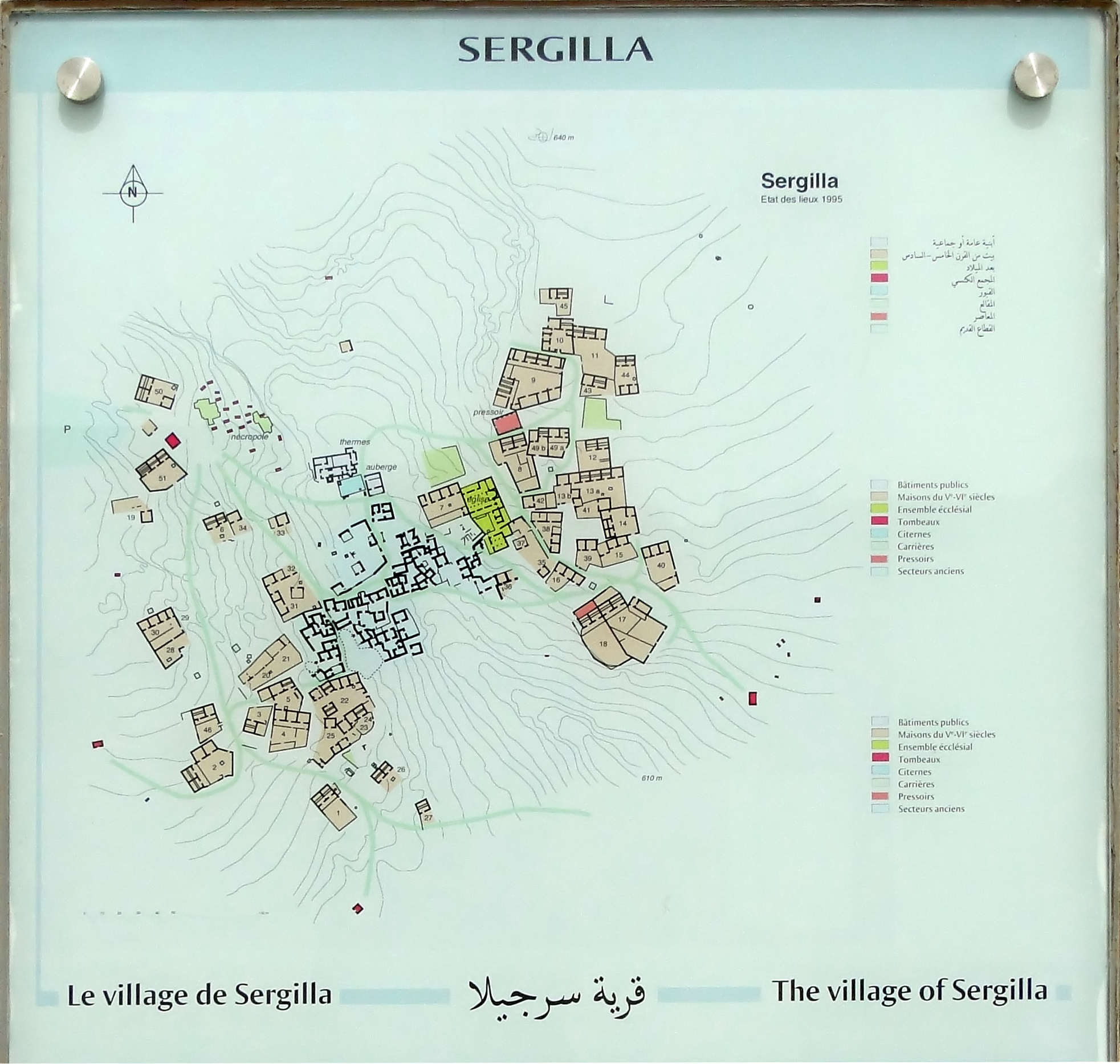
Plan de la zone des ruines réalisé par la mission de la Syrie du Nord

## Vestiges
Sergilla s'étale dans un vallon dont le fond est occupé par la partie la plus ancienne, datée du Ier siècle de notre ère. Il n'en subsiste que des ruines d'où émergent des montants de portes surmontés parfois de linteaux. Il s'agissait de modestes maisons très imbriquées, construites avec des pierres non taillées.
Les grands bâtiments en pierre de taille ont été érigés durant la deuxième phase d’expansion, à partir du IVe siècle, et occupent les parties hautes du village. Ils présentent les vestiges les mieux conservés, notamment ceux des thermes et de l’auberge. Les pierres ont été extraites localement et les traces des carrières subsistent autour des bâtiments. Les fouilles archéologiques ont montré que le village avait été occupé jusqu'au XIVe s.

### L'auberge

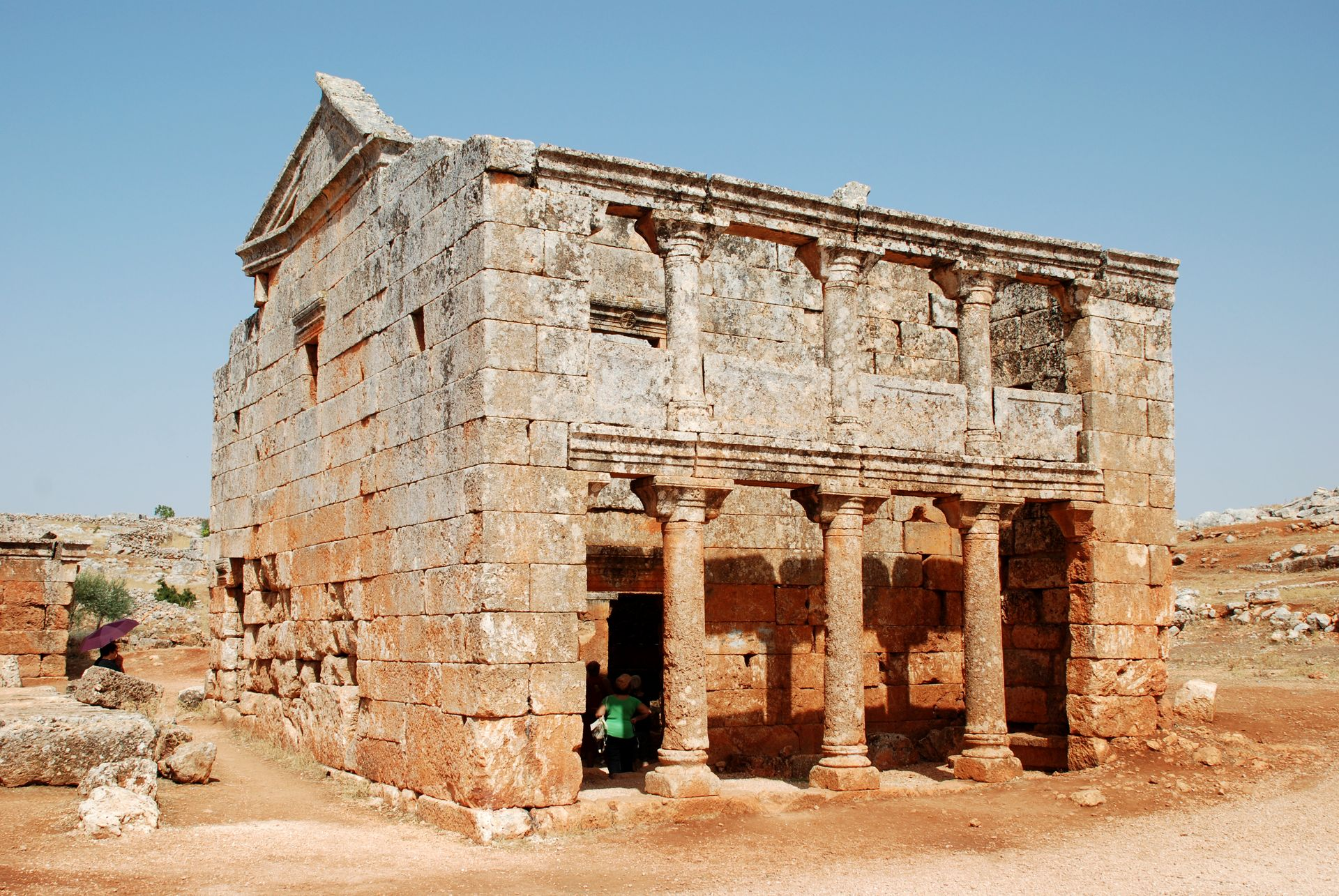
Côté sud de l'auberge. Colonnes avec chapiteaux « syriens »

L'auberge a longtemps été considérée comme un andron, un bâtiment public réservé aux assemblées villageoises. La présence d'une écurie au rez-de-chaussée et de trois pièces à l'étage supérieur permet plutôt de penser à un lieu d'hébergement temporaire. Le côté sud de l'entrée se présente avec un portique à deux étages à trois colonnes et des murs latéraux fermés. Les portiques à colonnes des maisons sont typiques de la région du Jebel Zawiye aux Ve et VIe siècles, tandis qu'au nord du massif calcaire les architraves inférieures étaient soutenues par des piliers. Les colonnes de chaque étage sont couronnées par de simples chapiteaux doriques, conçus dans une variante stylistique particulière avec des élargissements sculpturaux sur les côtés.

### Les thermes

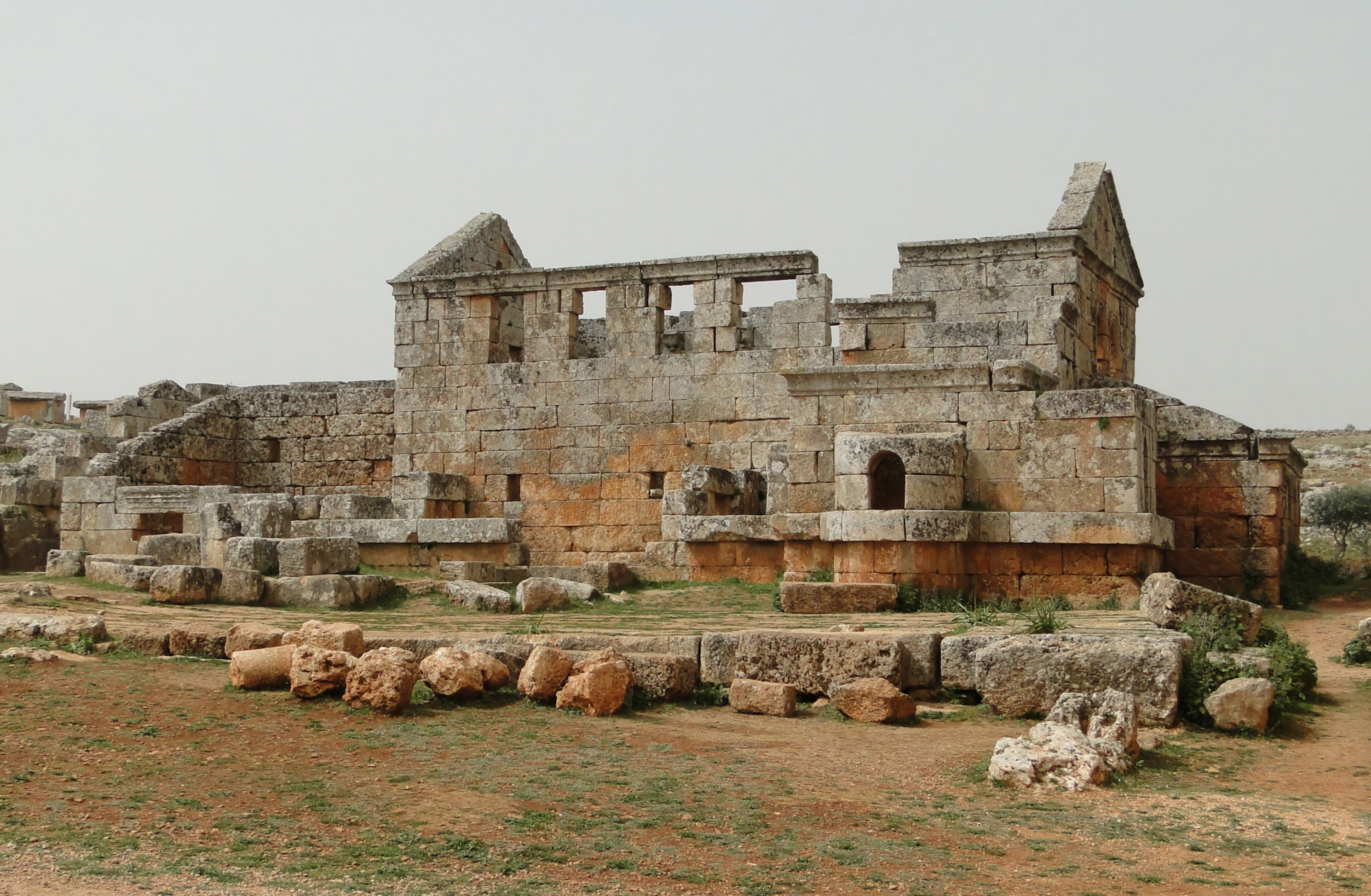
Les bains de Sergilla

Les bains publics adjacents, orientés dans la même direction, peuvent être datés sur la base d'un reste de sol en mosaïque découvert par Butler en 1900. La mosaïque porte la date 784 de l' ère séleucide, ce qui correspond à 473 après J.C. Dans la moitié nord des thermes se trouvaient un vestibule d'entrée qui donnait accès au vestiaire, une grande salle monumentale. Dans la partie sud, dont il ne reste que quelques vestiges, une petite salle froide munie de latrines conduisait à la salle tiède puis à la salle chaude, chauffée par des hypocaustes. Des pièces techniques (salle de chauffe, foyer, réserve pour la combustible) complétaient les bains. L'eau était stockée dans une grande citerne à l'extérieur du bâtiment. Le bâtiment avait un toit à deux versants, le toit plat de l'extension sud était recouvert de dalles de pierre. Les fondateurs du bain étaient Julianos et sa femme Donna.

### Maisons

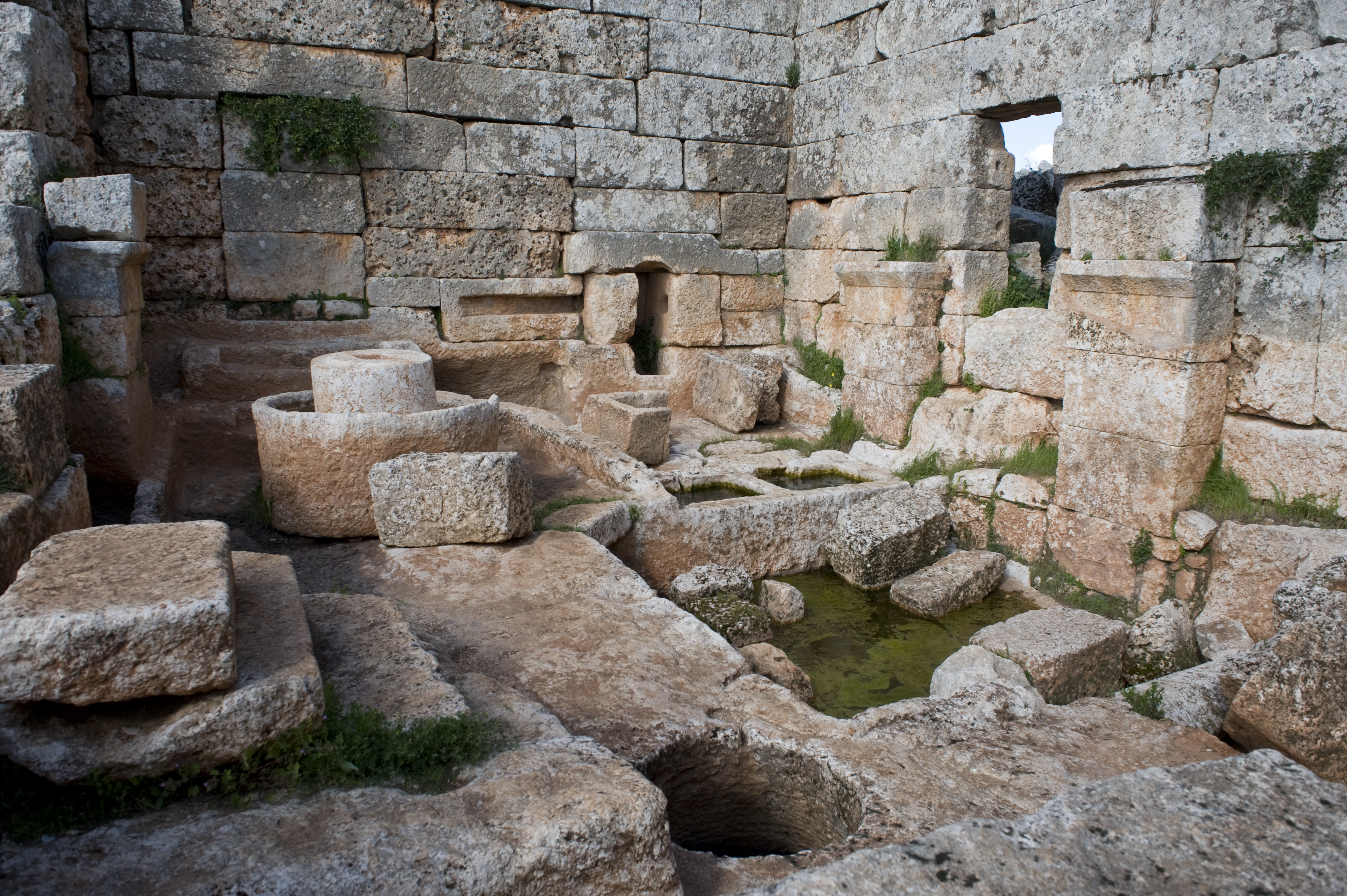
Sergilla : un pressoir

De nombreux autres bâtiments profanes témoignent également de l'architecture locale. En général, les maisons privées s'ouvrent sur une cour munie d'une citerne et entourée d'un haut mur, tandis que les entrées des bâtiments publics donnent sur la rue. Elles sont construites en pierres taillées, sans mortier. Ce qui est inhabituel, c'est la riche décoration des façades, par exemple avec les corniches et les encadrements de fenêtres de la maison numéro 18, située dans une partie légèrement plus élevée du quartier, à l'arrière de l'entrée du village. Le bâtiment avait un porche à deux étages du côté sud, dont toute la colonnade inférieure est conservée. Son état n’a pas changé depuis que Butler l’a décrit vers 1900. Les variantes des chapiteaux des colonnes supérieures du portique montrent que la maison a probablement été construite à la fin du Ve siècle. Une particularité de Serjilla est la présence de petites niches rondes encadrées par un profilé dans les murs extérieurs, dans lesquelles on plaçait probablement des lampes.
Plusieurs grandes maisons avaient un pressoir (à olives et à raisin).

### Ensemble ecclésial
Le complexe religieux de Sergilla est composé de plusieurs bâtiments dont les constructions s’échelonnent sur environ deux siècles et qui sont en partie fondées sur des murs plus anciens. Il atteint son extension maximale au VIe siècle. Une cour dallée aménagée au-dessus d’une cavité souterraine plus ancienne, donnait accès au nord à l'église, à l'est à un édifice à portique abritant des tombeaux au rez-de-chaussée et des salles d’habitation à l’étage et au sud à une chapelle à trois nefs accolée à une salle funéraire contenant plusieurs sarcophages. Cette chapelle a été transformée en mosquée à l'époque médiévale.

La basilique à trois nefs correspond par la taille et la forme de l'abside aux églises des villes voisines de Dalloza et Muglaya. Des « linteaux arqués » (pierres d'architrave sculptées en forme d'arc sur la face inférieure) reposaient sur chacune des six colonnes des hauts murs de la nef centrale. Il y avait deux entrées dans le mur sud, deux dans le mur nord et au moins une porte du côté ouest. Une porte au sud et une porte au nord possédaient chacune un portique. L'abside semi-circulaire se trouvait prise dans un chevet plat et flanquée de pièces latérales rectangulaires. Celle du nord servait de martyrion (chambre reliquaire), la pièce latérale sud (diaconicon) était reliée au bas-côté par une porte tandis qu'une autre menait directement au chœur. Dans une phase de construction ultérieure, le côté nord et la salle absidale adjacente a bénéficié d'une extension en forme de transept. Cinq chapiteaux de colonnes toscanes ont été retrouvés au sol, dont quatre avaient un échinus profilé et un un lisse. Butler a daté l'église du milieu du Ve siècle et ses agrandissements de la fin du Ve siècle.

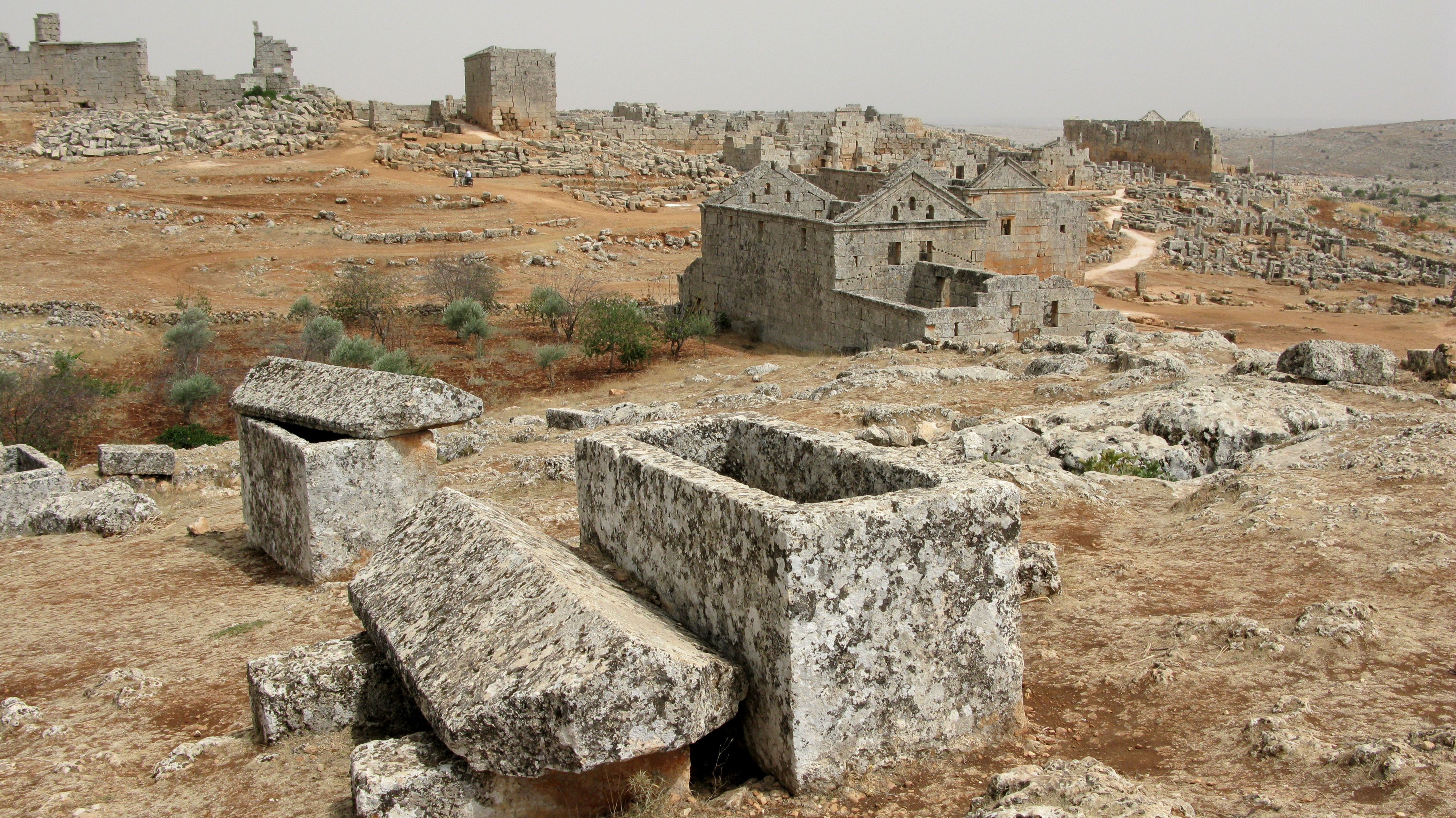
La nécropole de Sergilla, au-dessus du village

### Nécropole
Les vestiges funéraires de Sergilla : mausolées, sarcophages monolithes en pierre et hypogées constituent une nécropole dominant le site. Ils sont datés, à partir de l’architecture et du décor, des Ve et VIe siècles.